# マガジャネス (砲艦)

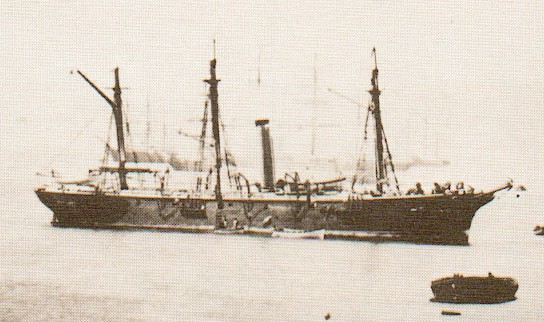
「マガジャネス」

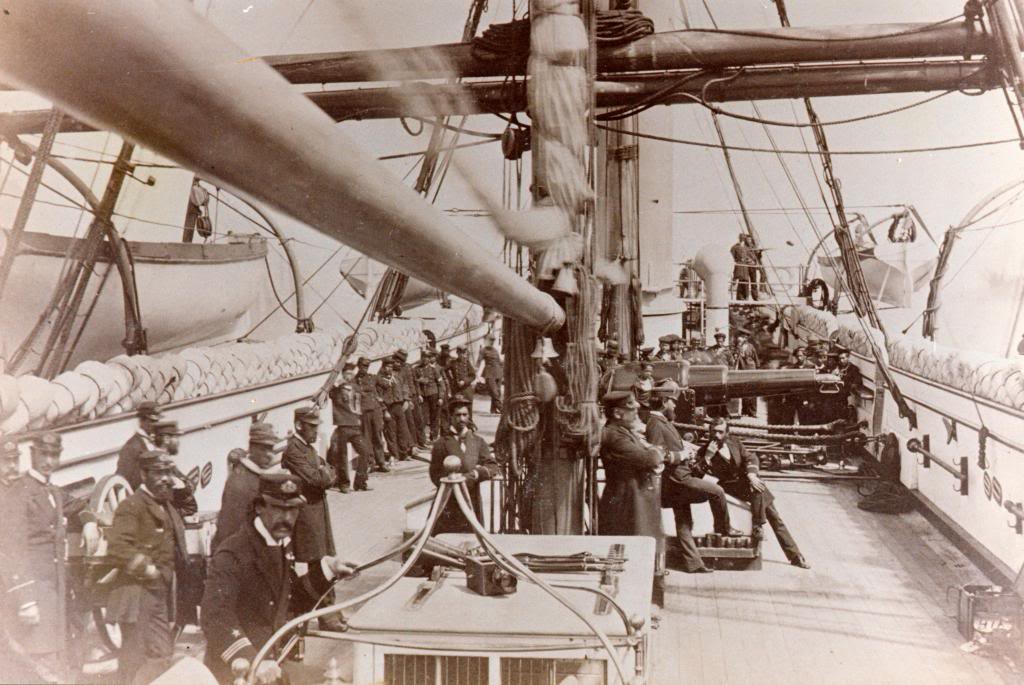
「マガジャネス」の甲板の様子

マガジャネス (Magallanes) はチリ海軍の砲艦ないしコルベット。太平洋戦争や1891年の内戦に参加し、また測量などに従事した。

## 艦のデータ
排水量950トン、長さ196フィート9インチ (59.89m)、幅29フィート100インチ (9.09m)、速力11ノット。帆装はバーク。兵装はアームストロング7インチ前装施条砲1門、アームストロング64ポンド前装施条砲1門、アームストロング4インチ20ポンド前装施条砲2門であった。

## 艦歴
ロンドンのRaenhill社で建造。1873年7月28日進水。
1875年、「マガジャネス」はBahía Posesiónの測量を実施。次いでAngostura Inglesaなどの測量に参加した。
1876年、パタゴニアの領有権主張のため、「マガジャネス」はアルゼンチンから許可を得てMonte León島でグアノを積んでいたフランス船「Jeanne Amélie」の拿捕に派遣された。「マガジャネス」は「Jeanne Amélie」を拿捕するとプンタ・アレーナスへ曳航していこうとしたが、同船は強風のため難破した（4月27日沈没）。1878年にも「マガジャネス」は同様のアメリカ船「Devonshire」拿捕している。
1877年、「マガジャネス」はプンタ・アレーナスで起きた反乱を鎮圧した。

### 太平洋戦争
1879年4月12日、「マガジャネス」はペルーの「Unión」、「ピルコマヨ」と遭遇し交戦。同月、「マガジャネス」と「アルミランテ・コクレーン」はMollendoを攻撃した。
5月16日（15日とも）、「ブランコ・エンカラダ」、「アルミランテ・コクレーン」、「マガジャネス」などはイキケからカヤオ攻撃に向かう。しかしイキケに着いたときそこには目標とするペルーの装甲艦2隻はおらず、チリ側は攻撃をせずに引き返した。
6月3日、「ブランコ・エンカラダ」と「マガジャネス」はペルー装甲艦「ワスカル」と遭遇し、長時間にわたる追跡を行ったが結局逃げられた。7月9日から10日の夜、「マガジャネス」はイキケに現れた「ワスカル」と交戦。「アルミランテ・コクレーン」が現れると「ワスカル」は逃走した。8月下旬には「マガジャネス」はアントファガスタで「ワスカル」と交戦した。
チリ側は「ワスカル」を破壊するため、タールで覆ったダイナマイトを用いた作戦を計画していた。「マガジャネス」が艀に乗せて流したそれを回収したペルー側が窯に投入すると艦が破壊される、というものである。しかし「ワスカル」はアンガモスの海戦の結果、チリ側に鹵獲された。その海戦後、「マガジャネス」ではその爆発物入りの石炭は燃料庫に戻され、それによって艦が破壊されそうになっている。
10月28日、「マガジャネス」はPisagua攻略部隊を乗せた船団を「アルミランテ・コクレーン」などと共に護衛してアントファガスタから出撃した。上陸は11月2日に行われた。
11月28日から「マガジャネス」は他艦と共にアリカ封鎖を開始。1880年2月26日、「マガジャネス」と「ワスカル」は砲台と交戦した。アリカ付近に集結したチリ軍は6月5日に攻撃を開始し、翌日は「マガジャネス」や「アルミランテ・コクレーン」などによる砲撃も行われた。6月7日、アリカは陥落した。
11月下旬から12月上旬にかけて「マガジャネス」はコルベット「アブタオ」とともにアリカからPiscoへ向かった兵員輸送船団を護衛した。
1885年、「マガジャネス」はBahía de Araucoなどの測量やPalena川などの地図作成を行った。1886年、Santa María島などの調査を実施。1887年と1888年にはPuerto Condell、Bahía Posesiónなどの、1889年にはseno última Esperanza、Isla Orellaなど測量に参加した。

### 内戦
1891年1月に始まった内戦では議会派が海軍を掌握しており、「マガジャネス」もそちら側に属す。1月6日時点で「マガジャネス」は「ブランコ・エンカラダ」、「エスメラルダ」、「O'Higgins」とともに就役状態でバルパライソ湾にあった。
「マガジャネス」と「アルミランテ・コクレーン」は北部の港の封鎖、占領に向かい、「マガジャネス」はPisaguaの封鎖を命じられた。同地の守備隊はわずかですぐに降伏したが、イキケから政府軍が来たことで1月26日にPisaguaからは撤収となった。
議会派の軍は8月20日にバルパライソの北に上陸し、28日にバルパライソを占領した。8月20日、バルパライソから出てきた水雷艇「Sargente Aldea」、「Guale」を「マガジャネス」と「エスメラルダ」、「Biobio」は追い払った。8月21日、議会派の軍のアコンカグア川渡河の際、「マガジャネス」は「エスメラルダ」などと共に支援した。
1893年、「マガジャネス」はReina Adelaida諸島を探査し、またislas Cuarenta Díasの地図を作製した。1895年にはチロエ島東岸の地図作成などに従事。1897年と1898年、「マガジャネス」はCanal Bárbaraの探査やBahía Gente Grandeの測量などを行った。1903年から1906年にかけては「マガジャネス」はSeno Otway、Fitzroy Channel、Reina Adelaida諸島、タイタオ半島などの測量や調査に参加した。
1906年に「マガジャネス」は商船になり、翌年Corral出港時に嵐により難破した。